# Friedrich Hofmann (Generaldekan)

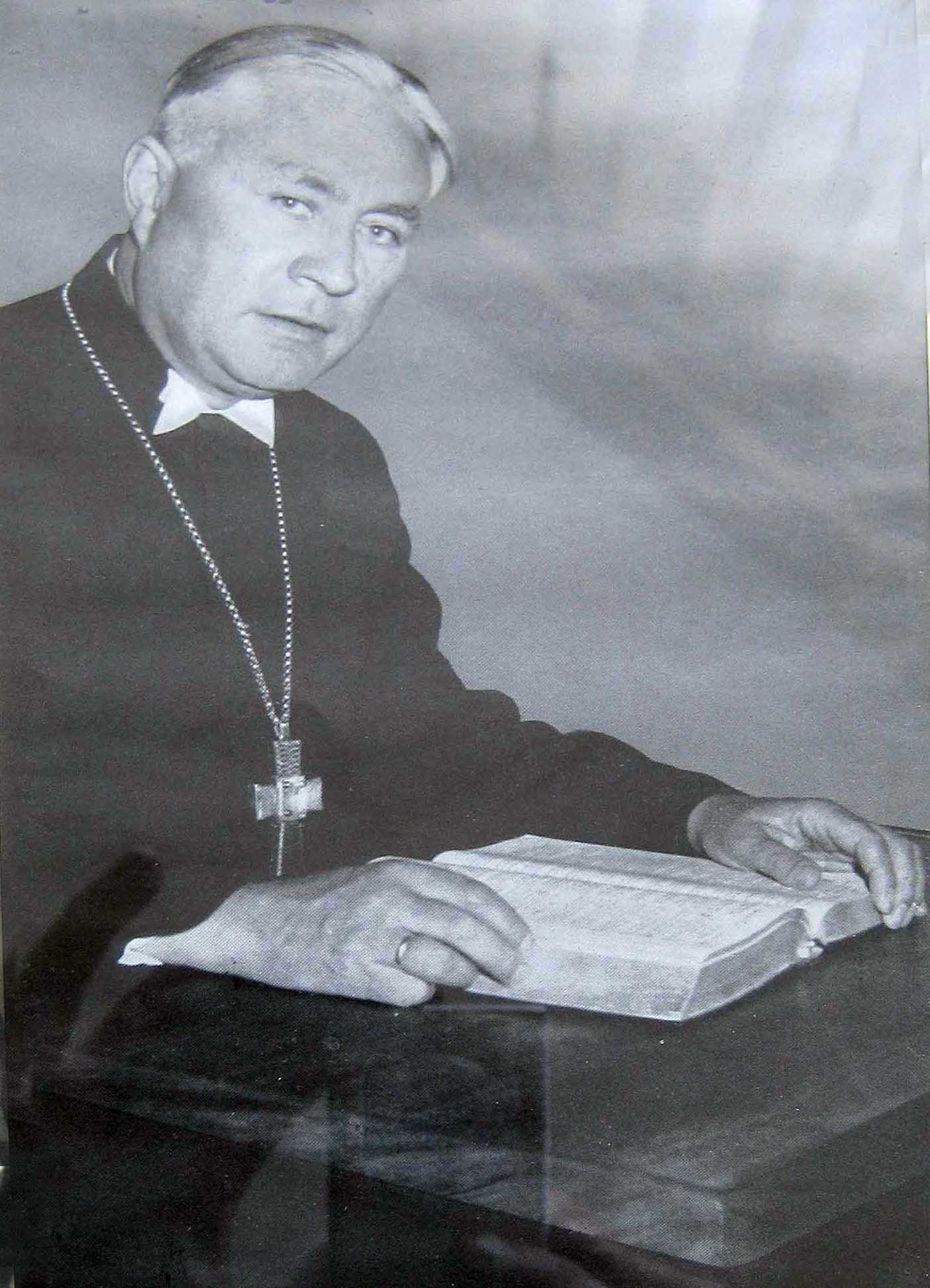
Friedrich Hofmann

Friedrich Hofmann (* 14. Mai 1904 in Untersiemau; † 16. Juni 1965 in Bonn) war ein deutscher Militärseelsorger.

## Leben
Als Sohn eines Oberlehrers besuchte Hofmann das Casimirianum Coburg. Nach dem Abitur studierte er an der Friedrich-Alexander-Universität Evangelische Theologie. Seine Ausbildung erhielt er am Predigerseminar Nürnberg. Wie 1920 sein Bruder Oskar wurde er 1923 im Corps Bavaria Erlangen aktiv. Recipiert wurde er am 30. Mai 1924. Nach neun Mensuren inaktiviert, wechselte er an die Universität Rostock, die Universität Leipzig und die Eberhard Karls Universität Tübingen. Zum Wintersemester 1926/27 kehrte er nach Erlangen zurück. 1927 bestand er die Prüfung für die Aufnahme in den Dienst der Evangelisch-Lutherischen Kirche in Bayern. Nach einem Jahr am Predigerseminar Nürnberg war er 1928–1932 Erster Stadtvikar in Würzburg.

### Innere Mission
Die Innere Mission München berief ihn am 1. Oktober 1931 als Nachfolger von Hans Meiser zum 1. Vereinsgeistlichen. Das Amt bekleidete er bis 1945 und war mit der Betreuung nicht arischer Christen beauftragt. Zum 1. Mai 1933 trat er in die NSDAP ein (Mitgliedsnummer 3.200.878). Nach der Reichspogromnacht bat Hofmann Meiser um die Einrichtung einer Hilfsstelle für „Judenchristen“, sodass in Folge zwei Hilfsstellen eingerichtet wurden, in Nürnberg mit Hans-Werner Jordan und in München mit Johannes Zwanzger in den Räumen der Inneren Mission. Im September 1938 wurde er von Hans Meiser als Vertrauensmann des Büro Grüber ernannt. Mit Johannes Zwanzger bildete er ab Januar 1939 das Büro Zwanzger-Hofmann, welches im Auftrag der Evangelisch-Lutherischen Kirche seelsorgerische Unterstützung anbot. Nach der Einberufung Johannes Zwanzger zur Wehrmacht im Oktober 1941 übernahm er nun gemeinsam mit Leonhard Henninger die Arbeit Zwanzgers.

### Nachkriegszeit
In der Entnazifizierung stufte ihn das Spruchkammerverfahren als „entlastet“ ein. 1946 wurde er Rektor des von ihm gegründeten Mutterhauses für Kirchliche Diakonie und gleichzeitig Pfarrer an der Paul-Gerhardt-Kirche in Laim. Seit 1952 Kirchenrat, wurde er 1956 von der Münchener Pfarrerschaft zum Senior des Kapitels gewählt.

### Bundeswehr
Nach Gründung der Bundeswehr trat Hofmann am 1. Juli 1957 in den Dienst der Militärseelsorge (Bundeswehr). Im Bundesministerium der Verteidigung wurde er am 5. Dezember 1957 von Militärbischof Hermann Kunst als Generaldekan eingeführt. Als solcher leitete er das Evangelische Kirchenamt für die Bundeswehr in Bad Godesberg. Ihm unterstand die gesamte evangelische Militärseelsorge. Auf der 4. Gesamtkonferenz in Ratzeburg meinte er:

„Bei der Militärseelsorge sehen wir uns in der eigenartigen Situation, dass die Kirche in einer Synode mit – wie man so schön sagt – überwältigender Mehrheit dieses Werk ins Leben gerufen hat – und dass trotzdem vom gleichen Augenblick an die Existenzberechtigung dieses jungen Werkes angezweifelt wurde, ja wir uns einem organisierten Widerstand gegenübergestellt sehen.“

Als er mit 61 Jahren gestorben war, fand die erste Trauerfeier in der Heilandkirche in Mehlem statt. Es sprachen Bischof Kunst, Verteidigungsminister Kai-Uwe von Hassel und der katholische Generalvikar Martin Gritz. Ein Ehrenzug und ein Musikkorps der Bundeswehr begleiteten den Sarg aus der Kirche. Die Beisetzung war am 21. Juni 1965 auf dem Waldfriedhof (München). Grabreden hielten Bischof Kunst, Oberkirchenrat Heinrich Riedel für den Landeskirchenrat, Generalmajor Karl Herzog, Kirchenrat Leonhard Henniger als Nachfolger Hofmanns bei der Inneren Mission und der katholische Generaldekan Georg Werthmann. Hofmanns Nachfolger in Bonn wurde Albrecht von Mutius.

## Ehrungen
Beim Diakoniewerk in Hohenbrunn erinnert die Friedrich-Hofmann-Straße an ihn. Im April 2011 wurde in München am Gebäude des Kirchengemeindeamtes eine Gedenktafel für die Würdigung der Arbeit des Büro Zwanzger-Hofmann enthüllt.